# ناراساکی ریو

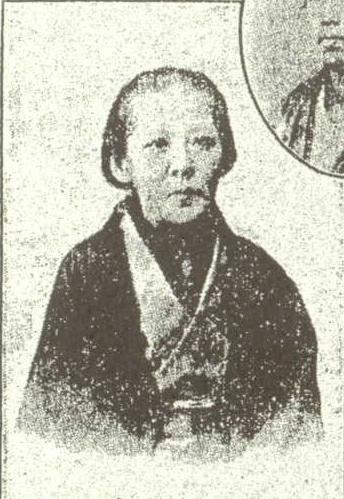
ناراساکی ریو

ناراساکی ریو (به ژاپنی: 楢崎龍)؛(۲۳ ژوئیه، ۱۸۴۱ – ۱۵ ژانویه، ۱۹۰۶) یک زن ژاپنی و همسر ساکاموتو ریوما، معمار اصلاحات میجی بود. او معمولاً به نام اوریو (お 龍) در ژاپن شناخته می‌شود.